# Tonnoiriella filistylis
Tonnoiriella filistylis és una espècie d'insecte dípter pertanyent a la família dels psicòdids que es troba a l'Orient Mitjà: el Líban.